# Gaston du Passage
Gaston du Passage est un officier de l’armée française et agriculteur, né à Bezencourt, dans le département français de la Somme, le 11 mai 1885, mort dans le 8e arrondissement de Paris le 15 janvier 1961, promoteur d’une agriculture moderne et familiale dont il expose les fondements dans différents articles.

## Biographie
Marie Joseph Gaston du Passage nait au château de Bezencourt, à Tronchoy (Somme), le 11 mai 1885, fils de Gaston du Passage et de Jeanne de Hau de Staplande, elle-même petite-fille de Louis de Hau de Staplande, député, puis sénateur du Nord. Il a pour frère aîné Henri du Passage, ingénieur civil des Mines, père jésuite, directeur de la revue Etudes de 1920 à 1935. Leur sœur Madeleine du Passage (1882-1944), mariée avec son cousin Eugène du Passage (1875-1934), est la mère de Pierre du Passage, général, résistant, commandeur de la Légion d'honneur.
À partir de 1894, Gaston du Passage est scolarisé au collège de l'Immaculée conception, tenu à Paris par les pères jésuites, jusqu'à la classe de Philosophie. Bachelier en 1900, il entreprend une carrière militaire en étant reçu à Saint-Cyr. il en sort en 1905 pour être affecté comme sous-lieutenant au 6e régiment de dragons, puis en 1906 au 22e régiment de dragons.
En 1914, il sert comme lieutenant au 22e régiment de dragons, puis en 1915 comme capitaine au 11e régiment d'infanterie. À partir de 1916, il sert à Verdun, puis en Champagne, où il est blessé.
En 1919, il revient dans la Cavalerie pour être nommé comme instructeur à Saumur, puis sert pendant deux ans à Dusseldorf.
En 1924, il quitte l'armée pour devenir exploitant agricole en Picardie. Il mécanise son exploitation agricole et crée une coopérative agricole destinée à fournir les matériels inaccessibles isolément aux petits exploitants.
Face à la propagation des conceptions collectivistes de l'agriculture, en particulier en URSS, il s'efforce de favoriser le syndicalisme agricole, les coopératives agricoles, et ainsi la pérennité du modèle familial de la majorité des exploitations agricoles françaises, opposé au gigantisme des exploitations collectives soviétiques.
En 1936 et 1937, il publie dans la revue Etudes trois articles sur l'organisation économique de l'Agriculture et des exploitations agricoles :
- Le Malaise paysan (février 1936), lire en ligne, 1ère partie ; lire en ligne, seconde partie ;

- Le Paysan proteste (mars 1936), lire en ligne ;

- Vers le Kholkoz (mars 1937), lire en ligne .

Ce dernier article est publié aussi en tiré à part par les éditions Spes, après avoir été revu et augmenté.
Dans ces articles, il expose une conception économiquement libérale et non collectiviste de l'Agriculture, tout en attirant l'attention sur la nécessité de mieux organiser la profession agricole, pour favoriser son développement et sa prospérité.
Devenu lieutenant-colonel dans la réserve, il est rappelé à l'activité en 1939, à l'âge de 54 ans, en étant chargé de constituer et commander un groupe de reconnaissance divisionnaire, le GRDI de la 14e division, cantonné pendant l'hiver 1939-1940 à Douzy (Ardennes), près de la frontière Belge.

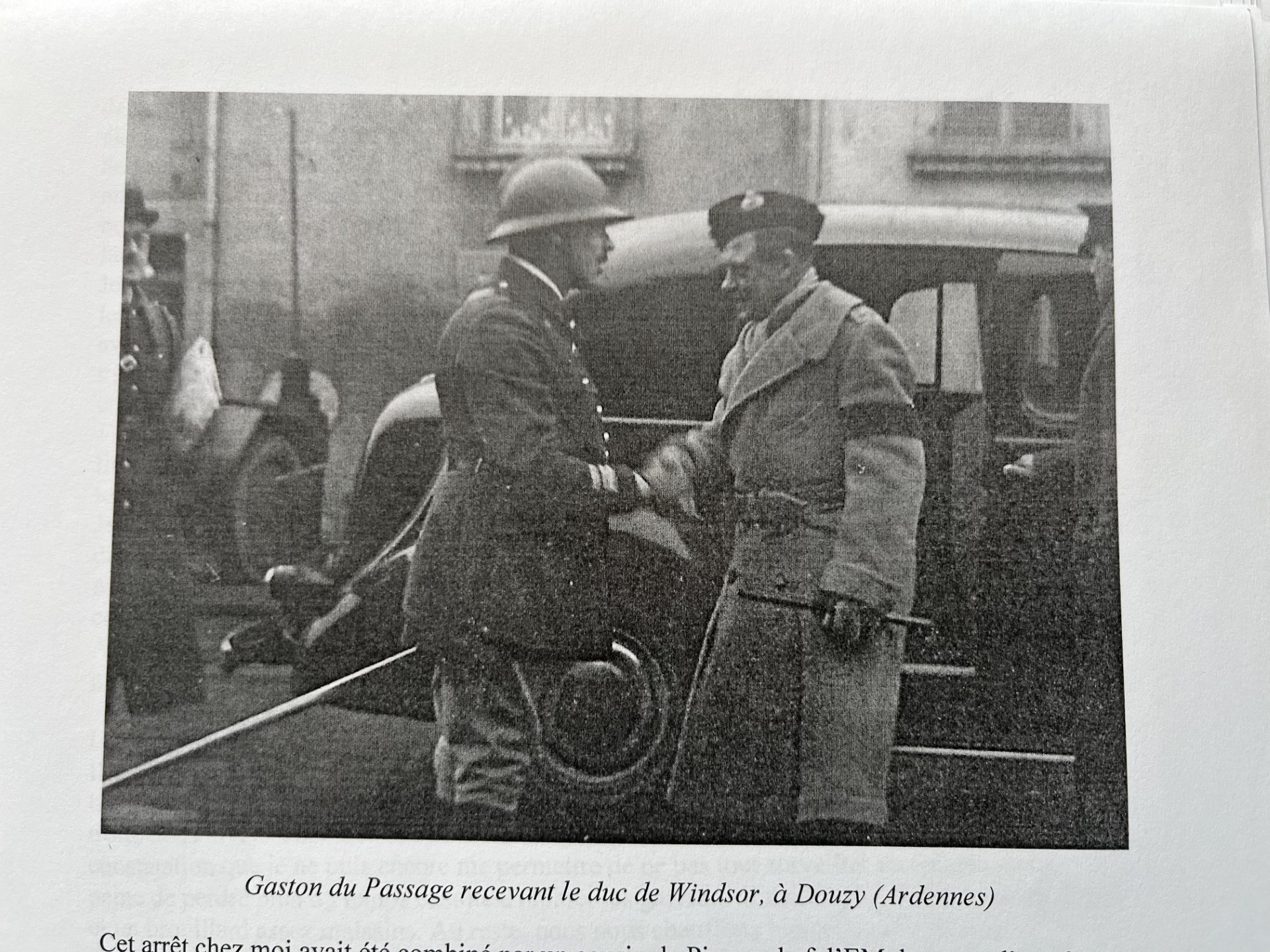
Gaston du Passage et le duc de Windsor (Edouard VIII), le 14 décembre 1939.

Le 14 décembre 1939, l'unité qu'il commande est inspectée par le duc de Windsor, alors major-général du corps britannique en France.
À la tête de ce groupement et sous les ordres du futur maréchal de Lattre de Tassigny, il résiste tant bien que mal à l'avancée des troupes Allemandes, très supérieures en effectifs et en armement. Fait prisonnier, il est détenu en Allemagne, puis finalement libéré en décembre 1940.
Rentré en Picardie, il s'efforce de réorganiser son exploitation agricole, à Bezencourt, dévastée lors des combats menés sur place les 6 et 7 juin 1940, pendant lesquels plusieurs dizaines d'hommes du 67e BCA perdirent la vie. Il organise leur sépulture sur place , et dès le mois de juin 1941, met en place une commémoration annuelle de ces combats, commémoration qui se poursuit encore aujourd'hui.
Le 23 juin 1957, un carré militaire, où sont regroupées les tombes des seize soldats restés inhumés à Bezencourt, est inauguré dans le cimetière par dom Grammont, abbé du Bec-Hellouin, ancien officier de chasseurs.
Il devient membre de la chambre d'Agriculture d'Amiens, où il créera des conseillers techniques ruraux itinérants et un code de comptabilité agricole à l'usage des petits exploitants.

### Distinctions
- Croix de guerre 1914-1918

- Croix de Guerre 1939-1945

- chevalier (1917) puis officier (1934) de la Légion d'honneur

- 7 citations

### Mariage et descendance
Gaston du Passage épouse en 1920 Antoinette de Martimprey (1886-1985), fille du comte Auguste de Martimprey et de Valentine Hennet de Bernoville. Elle est la petite-fille du général de Martimprey. Cinq enfants sont issus de ce mariage.